# 新圩镇 (灌阳县)
新圩乡，是中华人民共和国广西壮族自治区桂林市灌阳县下辖的一个乡镇级行政单位。

## 行政区划
新圩乡下辖以下地区：
新圩村、桂阳村、平田村、新卫村、光明村、和睦村、国豪村、共耕村、龙塘村、潮立村、龙桥村、小龙村、大龙村、解放村、合力村和洪水箐村。